# Centro Bayazet
Bayazet Centro, el nombre completo: "Bayazet" Armenio Analítico-Centro de Investigación (en armenio: "Բայազետ" վերլուծական-հետազոտական հայկական կենտրոն, en inglés: "Bayazet" Armenian Analytical-Research Center) es una Organización no gubernamental, independiente fundada en el año 2021, en Gavar y es el primer centro del cerebro de Gegharkunik región.
La organización realiza investigaciones sociológicas, análisis, entrevistas y traduce, edita y publica artículos informativos sobre temas educativos, científicos, culturales y de otro tipo. La actividad del Bayazet Centro contribuye al desarrollo de la esfera de investigación en la región de Gegharkunik, la toma de decisiones real a nivel de los organismos de autogobierno local y a nivel estatal a través de la investigación, los trabajos analíticos y las publicaciones informativas.
El Centro" Bayazet " involucra a voluntarios en su trabajo, brindándoles una oportunidad única de intercambio de experiencias, autodesarrollo, participación en la investigación y autoeducación

## Historia
El 29 de enero de 2021, se convocó la Asamblea Constituyente del Centro "Bayazet" en Gavar, el centro regional de Gegharkunik, a la que asistieron los fundadores de la organización: el Secretario General Vahram Hoveyan, Los concejales Marusya Hovhannisyan y Tigran Chandoyan.
El 10 de febrero de 2021, la Agencia del Registro Estatal de Personas Jurídicas de la RA otorgó al Centro Armenio de Investigación Analítica "Bayazet" el estatus de organización no gubernamental (ONG)
El 1 de julio de 2021, en una sesión extraordinaria, Hasmik Israelian fue elegido tercer miembro de la Junta Directiva de la Organización, y Vardan Gareyan fue elegido primer miembro de la Comisión de Auditoría.
A partir del 19 de septiembre de 2022, el Centro "Bayazet" incluye a 17 jóvenes de universidades y centros de investigación armenios.

## Actividad
Las principales actividades del Centro "Bayazet" se pueden agrupar en 4 esferas principales:

### Investigaciones
El Centro Bayazet" realiza estudios y análisis en la intersección de la ciencia política, la economía y la sociología, que ayudan a los líderes civiles, los responsables políticos y la sociedad armenios a "comprender y resolver" los principales problemas de la sociedad armenia, que contienen una serie de desafíos. Los trabajos son revisados y garantizados por institutos de investigación y reconocidos especialistas en el campo, luego impresos y publicados en el sitio web oficial del Centro. La organización brinda una oportunidad para que las personas que participan en trabajos de investigación permanezcan en la región y tengan un trabajo remunerado.

### Trabajo bibliotecario
La biblioteca del Centro "Bayazet" es la biblioteca pública no estatal más grande de la comunidad de Gavar, que crea las condiciones necesarias para recopilar, procesar y poner libros a disposición de los lectores de todas las formas posibles. A septiembre de 2022, la biblioteca tiene 6,800 libros y 87 lectores activos.

### Conciencia (psiquiatría)
El Centro "Bayazet" distribuye materiales informativos que preparan un terreno fértil para comprender cómo está cambiando el mundo. El Centro realiza y publica traducciones del inglés, francés, alemán y otros idiomas, así como organiza entrevistas con especialistas armenios y extranjeros.

### Educación no formal
El Centro "Bayazet" organiza paneles de discusión, conferencias y reuniones informativas porque reconoce que los sistemas de educación formal por sí solos no pueden responder a los desafíos de la sociedad moderna y, por lo tanto, da la bienvenida a todos los refuerzos con prácticas educativas no formales.։։